# Planetentöne
Planetentöne sind Töne, deren Frequenz auf der Basis von Rotations- oder Umlaufszeiten von Planeten des Sonnensystems oktavanalog berechnet werden (Sonifikation). Die Beschäftigung mit ihnen beruht auf dem Wunsch einiger Musiktheoretiker, ein Tonsystem zu erhalten, das auf astronomischen periodischen Prozessen beruht. Solche Bestrebungen gehen letztlich auf ein zahlenorientiertes kosmisches Harmonie- und Ordnungsdenken zurück, das man bereits bei den Pythagoreern, Platon und Aristoteles findet und das im christlichen Schöpfungsdenken fortgesetzt wird („Gott hat alles wohlgeordnet“), in der naturwissenschaftlichen Physik aber keinen Platz mehr hat. Neuzeitlich treten pseudowissenschaftliche Energie- und Heilungsideen hinzu. Die Idee, dass Planeten durch ihren Umlauf tatsächlich „Sphärenklänge“, also irgendeine Art von Musik, erzeugen, gilt heute als nicht naturwissenschaftliche, widerlegbare Hypothese.
Die aus den Daten der Erde errechneten Töne werden im Allgemeinen ebenfalls den Planetentönen zugeordnet. Die Tonhöhe (Frequenz) wird willkürlich durch sukzessive Verdoppelung (Oktavierung) der astronomisch bestimmten Rotations- oder Umlauffrequenzen festgelegt, bis ein für das menschliche Ohr gut hörbarer Frequenzbereich erreicht ist. Die Töne finden in der westlichen Esoterik-Szene Verwendung.

## Geschichte

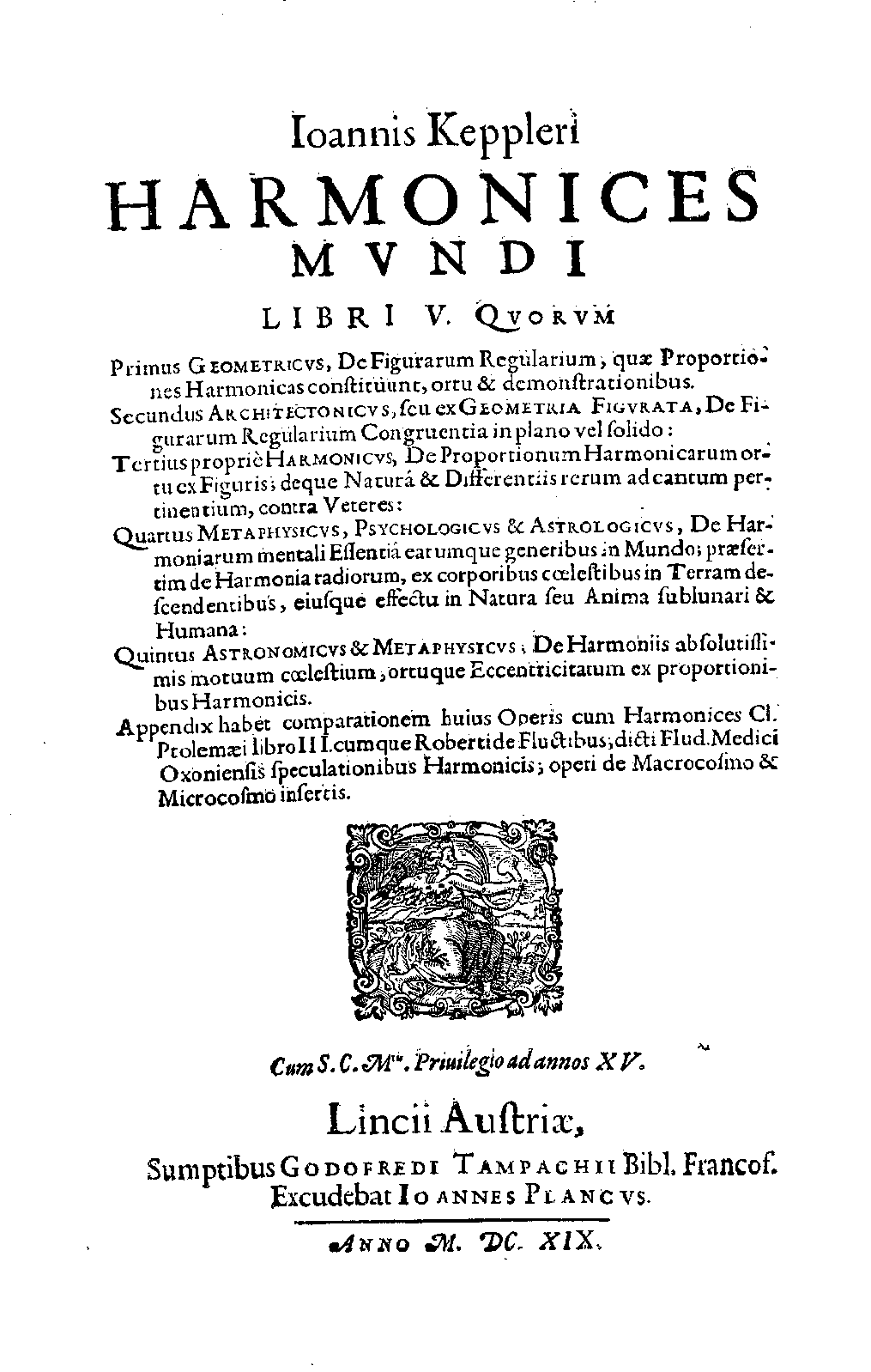
Johannes Kepler setzte sich mit dem antiken Gedankengut der Sphärenklänge mit seinem Werk Harmonice mundi (hier: Ausgabe Linz 1619) auseinander

Die Frage, wie man „Sphärenharmonien“ möglichst naturgetreu bzw. in höchstmöglicher Analogie zur Natur musikalisch darstellen kann, beschäftigte u. a. den Musikwissenschaftler Hans Cousto in den späten 1970er Jahren. Ihm war bekannt, dass Johannes Kepler die Relationen der Bahngeschwindigkeiten der Planeten im Aphel und Perihel musikalischen Intervallen zuordnete, doch die Frage eines möglichen Grundtones konnte Kepler mit seiner Vorgehensweise nicht lösen. Es wurde versucht, einen oder mehrere Grundtöne zu finden, die eine Analogie zur Natur haben und nicht mit dem heute üblichen Kammerton von 440 Hz übereinstimmen. So kam Cousto auf die Idee, astronomisch bekannte Rotationsperiodenzeiten oder Umlaufperiodenzeiten der Erde um die Sonne auf Basis arbiträrer Zeiteinheiten in den menschlichen Hörbereich zu überführen.
Der Musikjournalist und Sachbuchautor Joachim Ernst Berendt nannte die Planetentöne in seinem Buch Das dritte Ohr – Vom Hören der Welt (1988) auch Urtöne. Ebenso gab Berendt mehrere Musikproduktionen unter dem Namen Urtöne heraus, die alle auf diesen Planetentönen basierten.

## Verwendung
Die Planetentöne werden vor allem in der Esoterikszene angewandt. Für diesen Markt werden Klangschalen, Gongs, Stimmgabeln und ähnliche Klangerzeuger mit den jeweiligen Tönen zur Verwendung bei Meditationen hergestellt. Stimmgabeln mit den planetaren Eigenfrequenzen werden auch naturheilkundlich in der Phonophorese (Stimmgabel-Tonpunktur) angewendet.
Vereinzelt finden diese Frequenzen Anwendung in der Musik, vorwiegend bei Meditationsmusik und Psytrance. Der Pianist und Komponist Matthias Junken entwickelte eine Planetentonreihe, indem er die Rotationsfrequenzen der Planeten durch Multiplikation mit dem einheitlichen Faktor 100 Millionen in für das menschliche Gehör wahrnehmbare Töne umsetzte. In einem Fernsehinterview über Unendlichkeitsvorstellungen in der Musik im Jahr 2002 bezeichnete er dieses Tonsystem, bei dem Pluto noch als neunter Planet mit inbegriffen war, als „Neunertonleiter, die man nach dem griechischen Zahlwort ἐννέα ennéa ‚neun‘ Enneatonik nennen könnte.“ Seit 2012 arbeitet er gemeinsam mit Filmschaffenden an einer audiovisuellen Umsetzung seiner Planetentonreihe in die Videoinstallation „Enneatonik“ als filmästhetisch-musikalisches Experimentalkunstwerk.
Jochen Vetter mit Doris und Helmut Scherner haben 1986 für die Rathaus-Uhr in Wesseling 24 kurze Musikstücke komponiert. Die Mitternachtsmusik besteht aus den drei Frequenzen für Mond und Erde, intoniert mit Obertongesang,         von Wind begleitet. 1998 auf ihrer CD "grundlos" haben sie in den "Planetarien" diese Frequenzen mit Obertongesang thematisiert, diesmal begleitet mit Synthesizer. 

## Berechnung der Tonhöhe
Jeder Planet hat durch seine Umlaufbahndauer und Selbstumdrehungsdauer eine bestimmte Frequenz weit unter 1 Hz. Vervielfacht man diese Frequenz, so kann man damit in einen hörbaren (20 Hz … 20 kHz) oder sichtbaren Bereich (380…700 nm Wellenlänge) kommen.
Um die Tonhöhe in Hertz festzulegen, wird zunächst die – durchschnittliche – Dauer einer Umdrehung des Planeten in einer willkürlich gewählten Zeiteinheit, zum Beispiel in Sekunden, ermittelt. Dies ist am Beispiel des Oktavtones der Erdrotation gut zu erklären:
Ein mittlerer Sonnentag hat etwa 24 Stunden à 60 Minuten à 60 Sekunden, insgesamt also 86.400 Sekunden. Hieraus kann man dann den Kehrwert der Periodendauer errechnen:
(86400 s)−1=1,1574 ·10−5 Hz (Tagesfrequenz der Erde)
Die errechnete Frequenz ist zu niedrig um vom menschlichen Gehör wahrgenommen werden zu können, zumal sie auch nicht als Schallwelle vorliegt, und somit unabhängig von ihrer Frequenz sowieso kein hörbarer „Ton“ ist.
Das Ohr kann nur Frequenzen im Bereich von 16 Hz bis 19.000 Hz hören. Daher wird die Frequenz solange verdoppelt (oktaviert) oder auf andere willkürliche Weise multipliziert, bis eine gut hörbare Frequenz erreicht ist. Der Kehrwert der Periodendauer der Erdrotation kann beispielsweise 24 Mal verdoppelt werden, um vom Gehör gut wahrgenommen zu werden:
1,1574 ·10−5 Hz · 224 = 1,1574 ·10−5 Hz · 16777216 = 194,179497984 Hz ≈ 194,18 Hz

## Planetentonfrequenzen
Siderische Planetenumläufe
| Planet/ Zwergplanet | Umlaufzeit [h] | Grundton [Hz] | Oktaven | Planetenton [Hz] |
| ------------------- | -------------- | ------------- | ------- | ---------------- |
| Merkur              | 2111,3         | 131,57·10−9   | 30      | 141,27           |
| Venus               | 5392,8         | 51,51·10−9    | 32      | 221,23           |
| Erde                | 8766,2         | 31,69·10−9    | 32      | 136,10           |
| Mars                | 16488          | 16,85·10−9    | 33      | 144,72           |
| Jupiter             | 103982,1       | 2,67·10−9     | 36      | 183,58           |
| Saturn              | 258221         | 1,08·10−9     | 37      | 147,85           |
| Uranus              | 736462         | 3,77·10−10    | 39      | 207,36           |
| Neptun              | 1444503        | 1,92·10−10    | 40      | 211,44           |
| Pluto               | 2177573        | 1,28·10−10    | 40      | 140,25           |

## TV-Sendungen
- BR-Alpha, 2000: Die Harmonie der Planeten. 30 min.
- BR-Alpha, 2002: Ideen von Unendlichkeit – In der Musik. 15 min, dritter von drei Teilen.